# Фусах
Фусах (нім. Fußach) — містечко та громада округу Брегенц в землі Форарльберг, Австрія. Фусах лежить на висоті 398 м над рівнем моря і займає площу 11,5 км². Громада налічує 3726 мешканців. Густота населення 324/км².  
Громада лежить в районі, який носить назву Брегенцький ліс (нім. Bregenzerwald). Неподалік розкинулося Боденське озеро. Через неї протікає річка Дорнбірнер Ах. Населення Форальбергу розмовляє алеманським діалектом німецької мови, а тому ближче до швейцарців, ніж до населення більшої частини Австрії, яке розмовляє баварсько-австрійським діалектом. Основною індустрією Форальбергу є спортивний туризм, і кожен населений пункт має розвинуту інфраструктуру: транспорт, готелі тощо. 
|                                |
| Фусах на мапі округу та землі. |

```
Адреса управління громади: Baumgarten 2, 6972 Fußach. 
```

## Демографія
Історична динаміка населення міста за даними сайту Statistik Austria